# Јозеф Лап
Јозеф Лап (Францфелд, Аустроугарска, 18. октобар 1909. — Хамбург, Немачка, 18. фебруар 1993) је био Дунавски Шваба и вицебан Баната од 1941. до 1944. године.

## Каријера
Лап је рођен у Францфелду, данашњем Качареву, 1909. године, у породици земљорадника. Од 1915. године похађао је мађарску основну школу у Францфелду, 1921. године је прешао у немачку гимназију у Панчеву, а затим од 1925. до 1929. године српску државну гимназију. Оженио се 1936. године.

## Младост
Јозеф Лап је потомак Георга Лапа из Гунделфингена/Брајсгауа, који је био један од првих досељеника у Францфелд у Банату 1791. Францфелд се налазио у војној крајини, појасу територије дугом неколико стотина километара, опустошеној ратовима и епидемијама, северно од територија на којима су доминирали Турци на Балкану.
Јозеф Лап је 1925. године, да би научио српски језик, отишао у Панчево код очевог ратног саборца из Првог светског рата, где је живео четири године. У овој кући, био је третиран као рођени син, са овим српским паром искусио је да сукоби балканских етничких група никако нису неизбежни. Јозеф Лап је касније, као вицебан у Банату, вишеструко доказао свој толерантни, разумевајући и уравнотежен однос према другим етничким групама. Током студија у Инзбруку, Јозеф Лап се придружио Удружењу немачких студената (Verein Deutscher Studenten Innsbruck). Ово братство је сматрало да има посебну одговорност да пружи културну подршку немачким етничким групама које живе ван немачких и аустријских граница.

## Студије и почетак каријере
Јозеф Лап је студирао и дипломирао право у Загребу од 1929. до 1937. године, са прекидима у виду студијске посете Инзбруку између 1930. и 1933. и служења војног рока у југословенској војсци од 1934. до 1936. године. Након положеног испита за резервног официра, Лап је постављен за поручника резервног састава. Од 1937. Јозеф Лап је радио као адвокат у локалном и окружном суду у Панчеву, а касније је водио адвокатску праксу заједно са српским адвокатом. Јозеф Лап је сматрао да „школовани“ морају бити узори и учитељи свим осталима у селу у сваком погледу. Током летњих распуста прегледана је сеоска библиотека, наручене су нове књиге, увежбане представе, организована културна дешавања, формирана народна ношња и увежбане народне игре.

## Нацистичка колаборација
У мају 1941, након окупације Југославије од стране нацистичке Немачке, Јозефа Лапа је немачки командант именовао за привременог окружног администратора Панчева. 17. јуна 1941. постављен је за вицебануса Баната. Као вицебанус/шеф администрације, Јозеф Лап је био одговоран за реорганизацију целокупне управе Баната, укључујући образовни систем, полицију, инфраструктуру и снабдевање немачких окупатора храном. У Банату је настао административни хаос, јер су многи српски административни чиновници који су тамо раније радили побегли када су Немци окупирали Банат. Јозеф Лап је на сопствену иницијативу слао препоруке о поступању жупанијама и независним градовима Баната и на тај начин донео у великој мери уједначен приступ овим административним питањима. До августа 1944. ови задаци су се успешно извршавали уз помоћ способних административних службеника, који су потицали из више етничких група заступљених у Банату. Заузимањем Баната од стране совјетских трупа и партизана, банатска власт је окончана.
Лап је побегао у Немачку у октобру 1944, током ослобођења Војводине. Средином 1945. године, Јозефа Лапа су америчке окупационе снаге ухапсиле у Баварској и одвеле га у логор за интернирање цивила у Мосбургу, близу Минхена. У јуну 1946. побегао је из америчког притвора како би избегао изручење комунистичкој Југославији.

## Послератна каријера
Од 1946. до 1952. Јозеф Лап је радио на разним пословима у северној Немачкој. Од марта 1952. године био је службеник службе за тражење немачког Црвеног крста у Хамбургу. У почетку је био одговоран за „тражење несталих цивилних затвореника у земљама југоисточне Европе“, а затим за „службу помоћи и саветовања за Немце у источној и југоисточној Европи“.
Од 1954. до 1974. Јозеф Лап је био председник Радничког савета у служби за тражење Немачког Црвеног крста у Хамбургу (ДРК Хамбург). Од 1956. до 1979. Јозеф Лап је био председник Удружења Дунавских Шваба у Хамбургу (Landsmannschaft der Donauschwaben in Hamburg). После радног времена, одржавао је консултације са сународницима, од којих су неки тек стигли у Немачку из земаља југоисточне Европе.
Пензионисао се у јануару 1975. године, а преминуо је 18 година касније, 1993. године у Хамбургу.

## Признања
- Златна игла части Савезног удружења Дунабских Шваба
- Почасни председник Дунавског швапског удружења Хамбург-Шлезвиг-Холштајн[13]